# West St. Modeste
West St. Modeste är en ort i Kanada.   Den ligger i provinsen Newfoundland och Labrador, i den östra delen av landet, 1 600 km öster om huvudstaden Ottawa. Antalet invånare är 120.
Terrängen runt West St. Modeste är kuperad åt nordväst, men österut är den platt. Havet är nära West St. Modeste åt sydost. Trakten är glest befolkad. Närmaste större samhälle är L'Anse-au-Loup, 13,0 km sydväst om West St. Modeste.